# Souletin

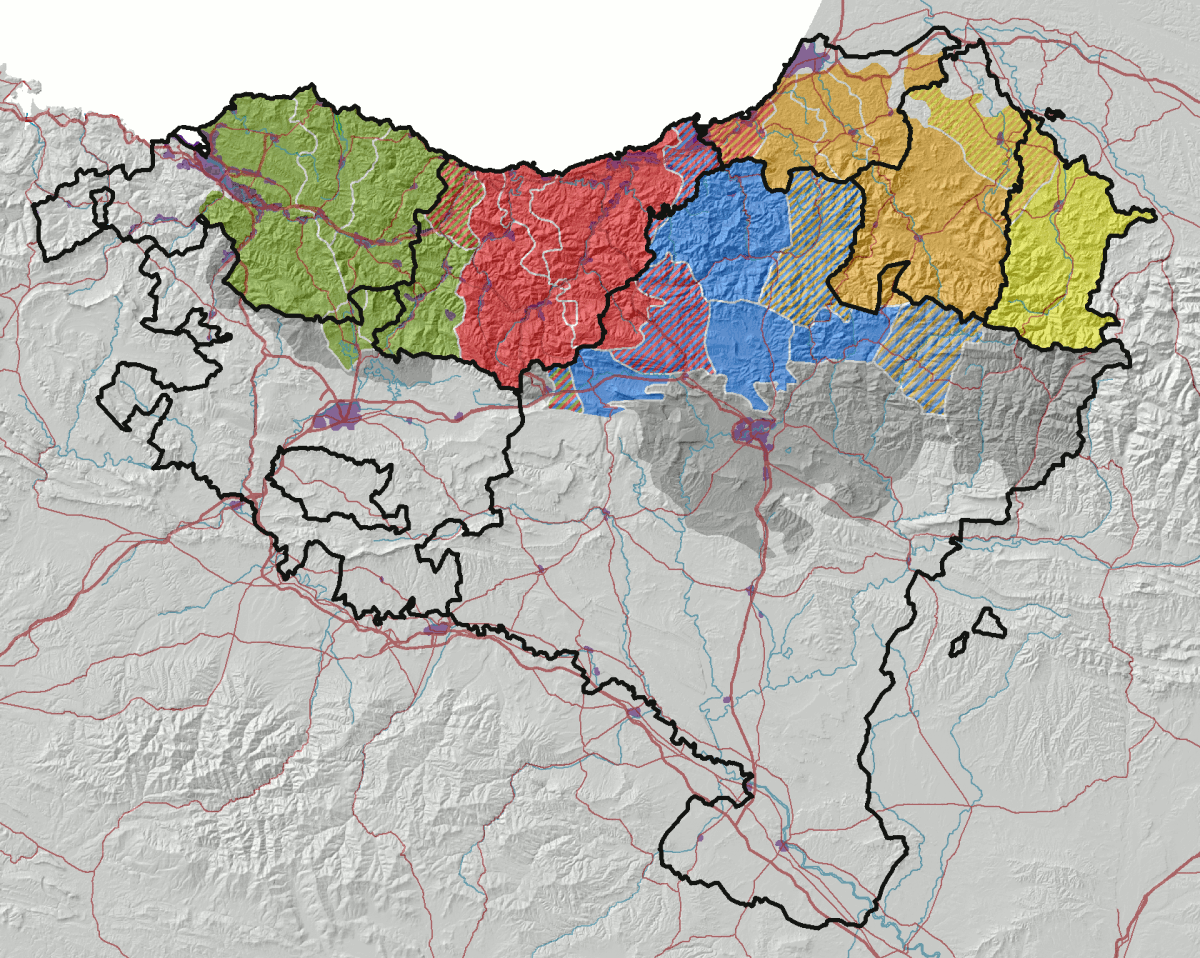
L'occidental (biscayen)
Le central (guipuscoan)
Le navarrais
Le navarro-labourdin
Le souletin

Le souletin (zuberera en basque) est un dialecte basque particulier parlé dans la Soule (la plus petite des sept provinces historiques du Pays basque, dans l'est). Il présente quelques spécificités linguistiques et phonétiques, qui le singularisent. Sa prononciation se différencie des autres parlers euscariens, soit par des innovations dues notamment à l'influence du gascon voisin (voyelle ü), soit par conservatisme (h aspiré). Le souletin présente également des spécificités dans ses déclinaisons, sa morphologie verbal et son lexique.

## Classification dialectale actuelle
D'après le linguiste Koldo Zuazo, la langue basque se compose aujourd'hui de cinq dialectes principaux :
- l'occidental (anciennement biscayen) ;
- le central (anciennement guipuscoan) ;
- le navarrais ;
- le navarro-labourdin ;
- le souletin.

### Le souletin
Le dialecte souletin est parlé dans une trentaine de communes de la province de Soule :
- Haute-Soule : Alçay-Alçabéhéty-Sunharette, Alos-Sibas-Abense-de-Haut, Barcus, Camou-Cihigue, Etchebar, Haux, Lacarry-Arhan-Charritte-de-Haut, Laguinge-Restoue, Larrau, Lichans-Sunhar, Licq-Athérey, Sainte-Engrace, Tardets-Sorholus et Trois-Villes.
- Arbaille : Aussurucq, Garindein, Gotein-Libarrenx, Idaux-Mendy, Menditte, Musculdy, Ordiarp, Ossas-Suhare, Pagolle, Roquiague et Sauguis-Saint-Etienne.
- Basse-Soule : Aïnharp, Arrast-Larrebieu, Berrogain-Laruns, Charritte-de-Bas, Chéraute, Espès-Undurein, l'Hôpital-Saint-Blaise, Mauléon-Licharre, Moncayolle-Larrory-Mendibieu, Oyhercq et Viodos-Abense-de-Bas.

Il est à noter que les communes de Basse-Soule d'Aroue-Ithorots-Olhaïby, Domezain-Berraute, Etcharry et Lohitzun sont de dialecte navarro-labourdin.
Les communes de Montory, Osserain-Rivareyte et Gestas sont quant à elles de langue occitane gasconne.

## Déclinaison
| Cas                 |              | Indéfini        | Singulier      | Pluriel       |
| ------------------- | ------------ | --------------- | -------------- | ------------- |
| Absolutif           | Nor          |                 | -a             | -ak           |
| Partitif            |              | -(r)ik          |                |               |
| Ergatif             | Nork         | -(e)k           | -ak            | -ek           |
| Datif               | Nori         | -(r)i           | -ari           | -er           |
| Génitif             | Noren        | -(r)en          | -aren          | -en           |
| Bénéfactif          | Norentako    | -(r)entako      | -arentako      | -entako       |
| Comitatif           | Noreki       | -(r)eki         | -areki         | -eki          |
| Instrumental        | Nortaz       | -(e)z           | -az            | -ez           |
| Inessif             | Non          | -(e)tan         | -(e)an         | -etan         |
| Ablatif             | Nontik       | -(e)tarik       | -(e)tik        | -etarik       |
| Allatif             | Norat        | -(e)tarat       | -(e)alat       | -etarat       |
| Hurbiltze-adlatiboa | Norat bürüz  | -(e)tarat bürüz | -(e)alat bürüz | -etarat bürüz |
| Muga-adlatiboa      | Nora artino  | -(e)tara artino | -(e)ala artino | -etara artino |
| Génitif             | Nonko        | -(e)tako        | -(e)ko         | -etako        |
| Inessif             | Noren beitan | -(r)en beitan   | -aren beitan   | -en beitan    |
| Ablatif             | Norenganik   | -(r)enganik     | -arenganik     | -enganik      |
| Allatif             | Norenganat   | -(r)enganat     | -arenganat     | -enganat      |
| Causal              | Norengatik   | -(r)engatik     | -arengatik     | -engatik      |

## Phonologie

### Vocalisme
- u > ü

Le son /u/ évolue en /y/, probablement par influence du gascon, sauf dans les cas suivants :
a) En contact avec r dans certains cas : hur (eau, liquide, ur en basque standard), mais hür (fruit); gü (nous, gu en basque standard) et zü (vous, zu en basque standard), mais gu(r)e (nos, gure en basque standard) ou bien zu(r)i (à vous, zuri en basque standard).
b) En contact avec rd ou rth: úrdin, urthail.
c) Devant s: ikhúsi, bústi, gustátü.
d) Lorsque u est le produit de la fermeture de /o/ en /u/ en contact avec une nasale :  Nun (non en basque standard, où), huñ (oin en basque standard, pied), ezkúntü (marier, ezkondu en basque standard).
- o > u,

Fermeture /o/ en /u/ en contact avec une nasale : uhuñ (ohoin en basque standard, voleur), hun (on en basque standard, bon), dans les interrogatifs: nur (nor en basque standard, qui), nuiz (< noiz, quand), zuñ (< zoin, quel, lequel), etc.
- i - ü > ü - ü

Métaphonie régressive de /y/ sur /i/: düzü, nündüzün, ükhüzi (laver, ikuzi, garbitu en basque central), üthüri (iturri), üngürü (environ, inguru en basque standard).
- üa > ia: zah. aingürüa > egun aingü(r)ía (ange, aingerua en basque standard).

- au > ai ia erabat : gaiza (gauza), gai (gau), iáñ (iraun).

- Maintien dans antique voyelle nasale comme en roncalais : ãhãl, ãmã, ãhãri, mĩhĩ, e.a.

### Consonantisme
- Présence de neuf consonnes sifflantes au lieu des six habituelles, due au contact avec le gascon.

- Chute du r simple intervocalique et simplification de rr: ági (viande, haragi en basque standard), iói (tomber, erori en basque standard), parfois óo (oro). De la même façon, rr > r: üthüri (source, fontaine, iturri  en basque standard), héri (village, pays, herri en basque standard).

- Présence d'occlusives aspirées comme dans une grande partie des dialectes septentrionaux mais avec une plus grande fréquence et une plus grande persistance : bethi, aiphátü, ikhúsi, belhar, lanhú, urhentü (finir, terminer, bukatu).

- Après n ou l, p et t intervocaliques anciens sont conservés sourds : -entako, sükhalte (sukalde), etxalte (ferme, etxalde, baserri en basque standard), igante (dimanche, igande en basque standard), hántik et hánko (handik et hango en basque standard), etc.

### Accent
- Dans la plupart des cas, c'est l'avant-dernière syllabe qui est accentuée : bezaláko.

Sauf :
a) Au singulier : neská jin düzü (neska etorri da), zuñ néska (zein neska) mugagabean
b) ginén, zinén < *ginaen, *zinaen.
c) Dans la distinction entre singulier et pluriel : lagü´nak/lagünék, lagüná(r)i/lagünér, lagünáen/lagünén
d) ardú, gazná, orgá < *ardano, *gaztana, *organa.

## Morphologie verbale

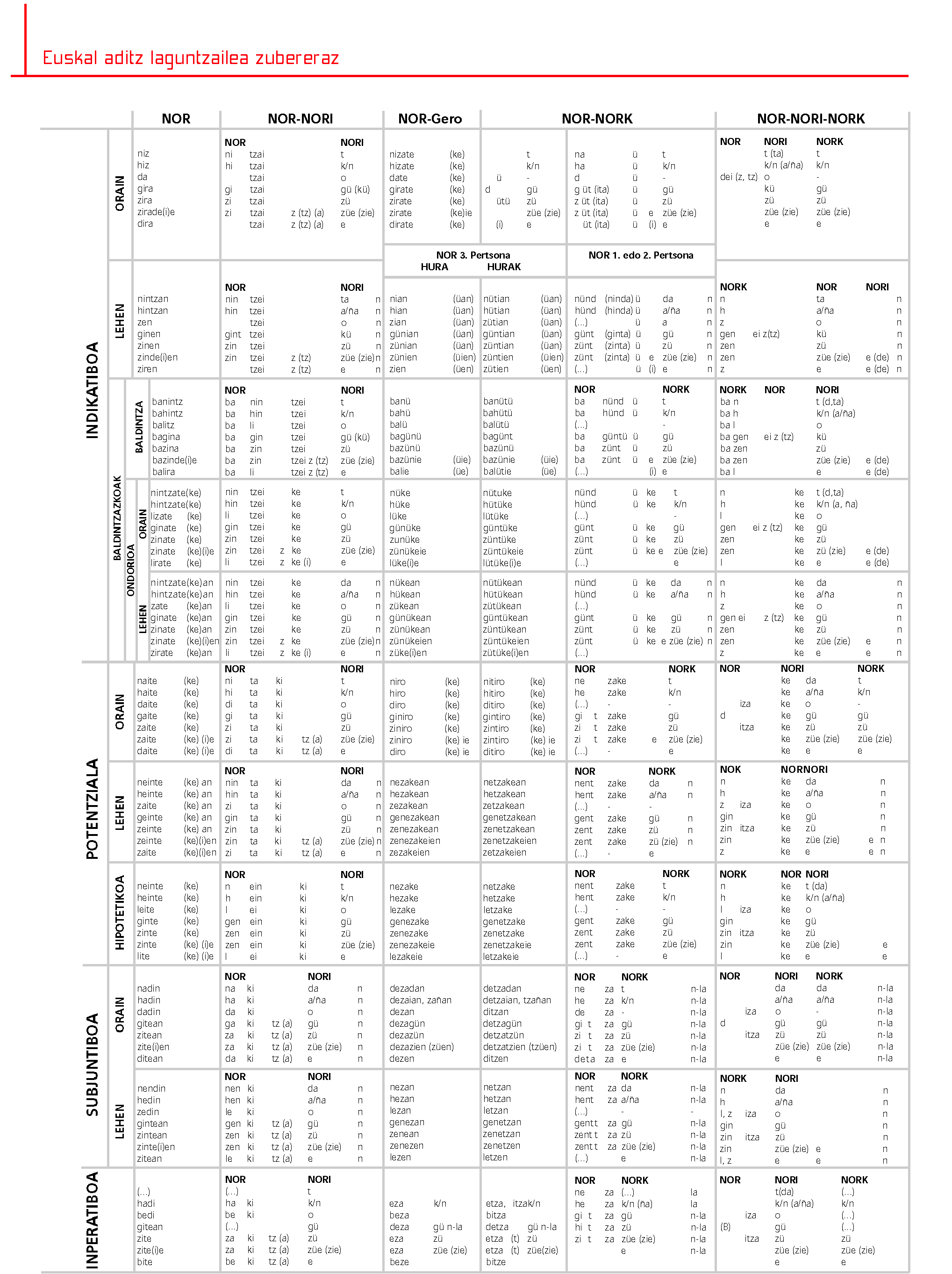
Tableau des auxiliaires verbaux izan et ukan.

- On ajoute -(R)IK au participe : nekaturik, egonik, emanik vs. nekatuta/nekatua, egonda/egona, e.a.

- La racine *eradun, présente dans tous les dialectes orientaux, est devenue ei dans les auxiliaires du système NOR-NORI-NORK (verbes transitifs avec COI) : 
  - erran deit (erran dit / esan dit, 'il / elle me l'a dite'),
  - erran deitade (erran didate / esan didate, 'ils / elles me l'ont dite'),
  - erran deizüt (erran dizut / esan dizut, 'je vous l'ait dite [vouvoiment]').
- Les allocutifs zuka ou zuketa des dialectes orientaux, pour le traitement respectueux :
  - ahantzi zita(da)züt (ahantzi zait, 'je l'ai oubliée —et je vous vouvoie—)',
  - jeiki nündüzün (jaiki nintzen, 'je me suis levée —et je vous vouvoie—',
  - jin düzü (jin da / etorri da, 'il est arrivé / elle est arrivée —et je vous vouvoie—'.

Le traitement neutre, connu comme zuka dans les dialectes méridionaux, est très peu utilisé en souletin : par exemple, pour s'addresser à un groupe de personnes.

## Lexique
|             | français | basque standard   | navarro-labourdin | souletin            |
| Adverbes :  | jamais   | inoiz, sekula     | sekula, egundaino | astelüxean, jagoiti |
| Adverbes :  | souvent  | maiz, askotan     | ardura            | ardüra, askitan     |
| Adjectifs : | bien     | ongi              | ontsa             | honki, ontsa        |
| Adjectifs : | joli     | polit             | polit             | eijer, ejer, eder   |
| Verbes :    | arriver  | gertatu, iritsi   | gertatu, suertatu | agitü               |
| Verbes :    | avoir    | ukan, izan, eduki | ukan              | edüki, üken         |
| Verbes :    | terminer | amaitu, bukatu    | finitu            | bürüratü, ürrentü   |
| Verbes :    | venir    | etorri, heldu     | jin               | jin, heltü          |
| Noms :      | cuisine  | sukalde           | sukalde           | sükalte             |
| Noms :      | fleur    | lore, lili        | lore, lili        | lili                |
| Noms :      | lieu     | leku, toki        | leku, toki        | lekü, güne          |
| Noms :      | pluie    | euri              | euri              | ebi                 |
| Noms :      | poète    | olerkari, poeta   | olerkari, poeta   | olerkari            |
| Noms :      | soleil   | eguzki            | eguzki            | eki                 |
| Noms :      | sortie   | irteera           | jalgibide, jalgia | elkigia, elkigü     |
| Noms :      | Soule    | Zuberoa           | Xiberoa           | Xiberoa             |

Aujourd'hui[Quand ?], plus de 60 % des 16 000 Souletins sont bascophones, mais la diminution du nombre de locuteurs chez les jeunes et le manque d’emploi peut à terme comporter un risque pour la pérennisation du dialecte. Néanmoins, le travail mené par les associations culturelles dans lesquelles beaucoup de jeunes s’investissent permet au dialecte de se maintenir, malgré la standardisation de la langue avec le basque unifié, qui ne semble pas évincer le souletin.